# Backoffice
Backoffice (deutsch „Raum hinter einem Büro oder Geschäft“) steht als Anglizismus für die Aufbauorganisation und das Personal von Unternehmen, welche die Abwicklung aller kundenbezogenen Geschäftsprozesse übernehmen. Gegensatz ist das Frontoffice.

## Allgemeines
Der Begriff bezeichnet insbesondere sämtliche außerhalb des Kerngeschäfts, der Kundenbetreuung oder des Marketing liegenden Aufgaben, insbesondere die betriebliche Funktion von Organisation, Personalwesen und der Verwaltung. Dienstleistungsstellen (wie Buchhaltung oder IT), Sekretariate, Stabsstellen (Rechtsabteilung) oder Support-Bereiche (wie Telefonzentrale) sind typische Backoffices. Das Backoffice umfasst diejenigen Organisationseinheiten eines Unternehmens, die keine Schnittstelle zu Kunden aufweisen.
In Handelsunternehmen bilden zum Beispiel der Einkauf, der Vertrieb, die Logistik und das Marketing das Kerngeschäft. Allerdings kann es auch in diesen Bereichen Backoffices geben wie beispielsweise die Fahrbereitschaft in der Logistik.

## Funktionstrennung
Die Einrichtung von Backoffices dient vor allem der Funktionstrennung im Rahmen der funktionalen Organisation, um Interessenkollisionen während der Geschäftsprozesse zu vermeiden. Das Vier-Augen-Prinzip ist das älteste Prinzip der Funktionstrennung, denn es soll verhindern, dass wichtige Entscheidungen von einer einzelnen Person getroffen und selbst kontrolliert oder kritische Tätigkeiten nicht von einer einzelnen Person durchgeführt werden. In der Datenverarbeitung ist organisatorisch zwischen Datenerfassung und Datenfreigabe zu trennen.
Diese Funktionstrennung ist im Bankwesen und bei Kapitalverwaltungsgesellschaften sogar gesetzlich vorgeschrieben. Für Kreditinstitute sieht das Bankenaufsichtsrecht eine organisatorische Trennung zwischen kundenbezogener Marktseite und Marktfolge vor. Auf der Grundlage des § 25a Abs. 1 KWG hat gemäß BTO 1.1 Tz. 1 MaRisk ein Kreditinstitut eine Trennung zwischen Markt und Marktfolge bis einschließlich zur Ebene der Geschäftsleitung zu gewährleisten. Der „Markt“ initiiert die Bankgeschäfte und verfügt bei Kreditentscheidungen über das erste Votum, die Marktfolge als Backoffice analysiert die Risiken und steuert ein unabhängiges zweites Votum bei. Zu trennen sind im Wertpapiergeschäft die Finanzanalysten und ihre Finanzanalysen von der Anlageberatung und dem Emissionsgeschäft. Kapitalverwaltungsgesellschaften haben nach § 29 Abs. 1 KAGB eine dauerhafte Risikocontrollingfunktion einzurichten und aufrechtzuerhalten, die von den operativen Bereichen hierarchisch und funktionell unabhängig ist.
Diese Vorgaben können im Nichtbankensektor als Best practice übernommen werden.

## Sonstiges
Der Begriff „Backoffice“ hat auch Einzug in verschiedene IT-Produkte gefunden, insbesondere Microsoft BackOffice Server als Gruppenname für das Portfolio verschiedener Server-Systeme wie NT Server, Microsoft SQL Server oder Microsoft Exchange Server. Der Name wird seit 2000 von Microsoft nicht mehr genutzt, sondern als Windows Small Business Server weiterbetrieben. Bei Läden wird zwischen der Verkaufsfläche (englisch frontstore) und dem Lagerraum oder Büro (englisch backstore) unterschieden.